# قضية وهمية
الوهميات هي قضايا كاذبة يحكم بها الوهم في أمور غير محسوسة، كالحكم بأن ما وراء العالم فضاء لا يتناهى. والقياس المركب منها يسمى سفسطة.